# Postamt Malchin

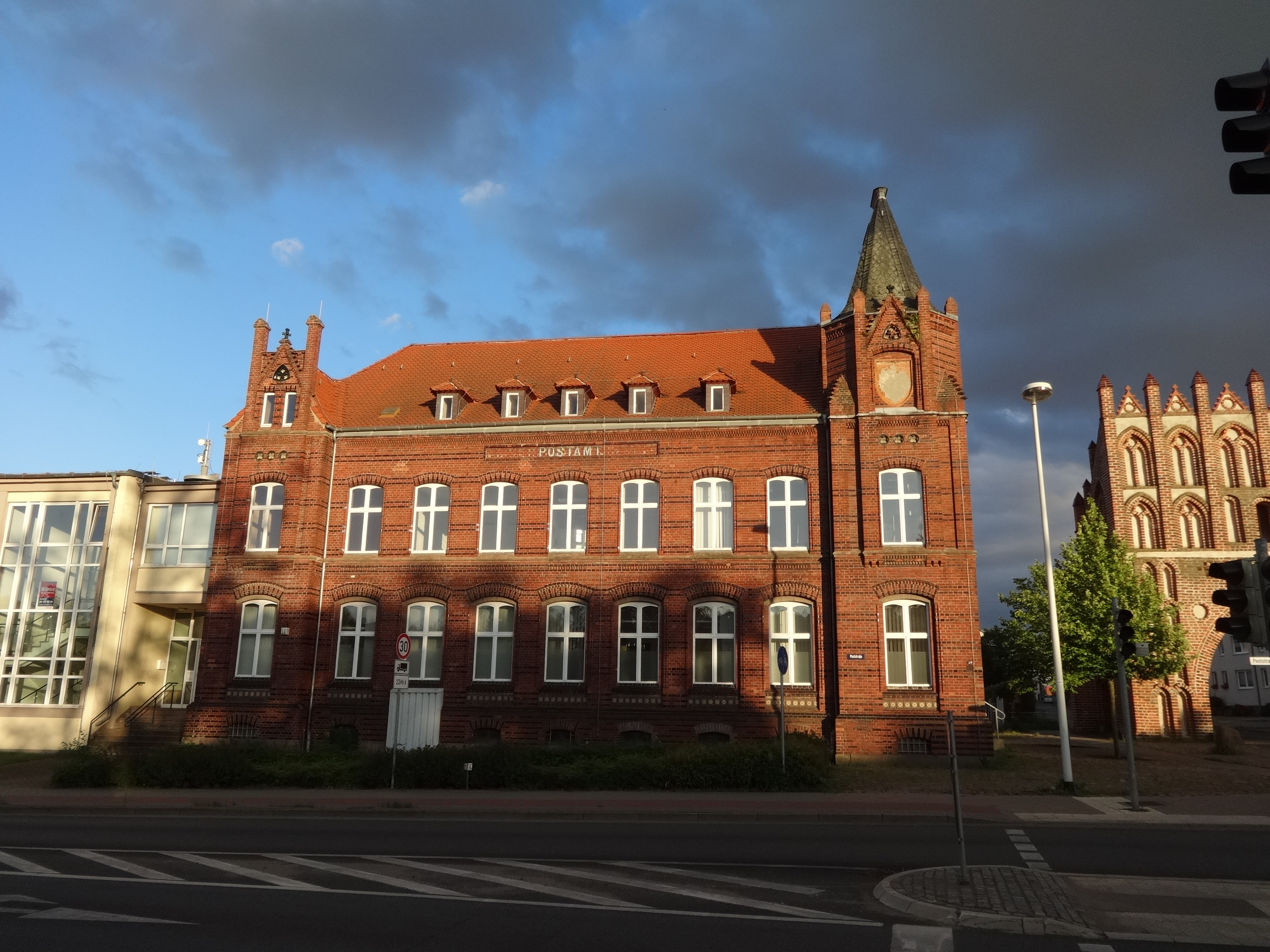
Postamt Malchin

Das Postamt Malchin, ehemals Kaiserliches Postamt, in Malchin, Poststraße 1 neben dem Kalenschen Tor, stammt von 1886.
Das Gebäude steht unter Denkmalschutz.

## Geschichte
Vorläufer der staatlichen Post waren am Anfang des 16. Jahrhunderts Botenanlagen der Herzöge von Mecklenburg durch berufsmäßige Boten, die Briefe und auch andere Sachen zu Fuß oder zu Pferde und später mit Kutschen auf festen Kursen mit Stationen und zu bestimmten Zeiten beförderten; sie wurden Ende des 16. Jahrhunderts Postboten genannt. 1663 gab es eine privatisierte (Pächter) Fahrpost von Güstrow nach Neubrandenburg. Ab 1701 entstand eine Landespost.
Ein altes Postamt stand in Malchin an der Halbronnenstraße. Es wurde zuletzt von Postdirektor von Seydewitz geleitet.
Das zweigeschossige historisierende verklinkerte Gebäude wurde 1886 als Kaiserliches Postamt der I. Klasse mit Telegrafenstation vom Reichspostamt im Stil der Gründerzeit gebaut. Markant sind die dreigeschossige Eckausbildung sowie die zwei dreigeschossigen Giebelrisalite.
Um 1900 führte Postdirektor Schult das Amt; ihm folgten Joerges und Schmühle. 1922 war es ein Postamt II. Klasse, das Oberpostmeister Dähling leitete. Von 1899 bis 1930 wurde die Telefonvermittlung noch manuell betrieben.
Die Poststraße führt als B 104, teilweise wegen der Bahngleise einseitig bebaut, von der Bahnhofstraße östlich bis zur Goethestraße.